# Перфит-сюр-л’Эр
Перфи́т-сюр-л’Эр (фр. Peyrefitte-sur-l'Hers) — коммуна во Франции, находится в регионе Лангедок — Руссильон. Департамент коммуны — Од. Входит в состав кантона Бельпеш. Округ коммуны — Каркасон.
Код INSEE коммуны — 11283.

## Население
Население коммуны на 2008 год составляло 74 человека.
| 1962 | 1968 | 1975 | 1982 | 1990 | 1999 | 2008 |
| ---- | ---- | ---- | ---- | ---- | ---- | ---- |
| 39   | 64   | 65   | 64   | 56   | 58   | 74   |

## Экономика

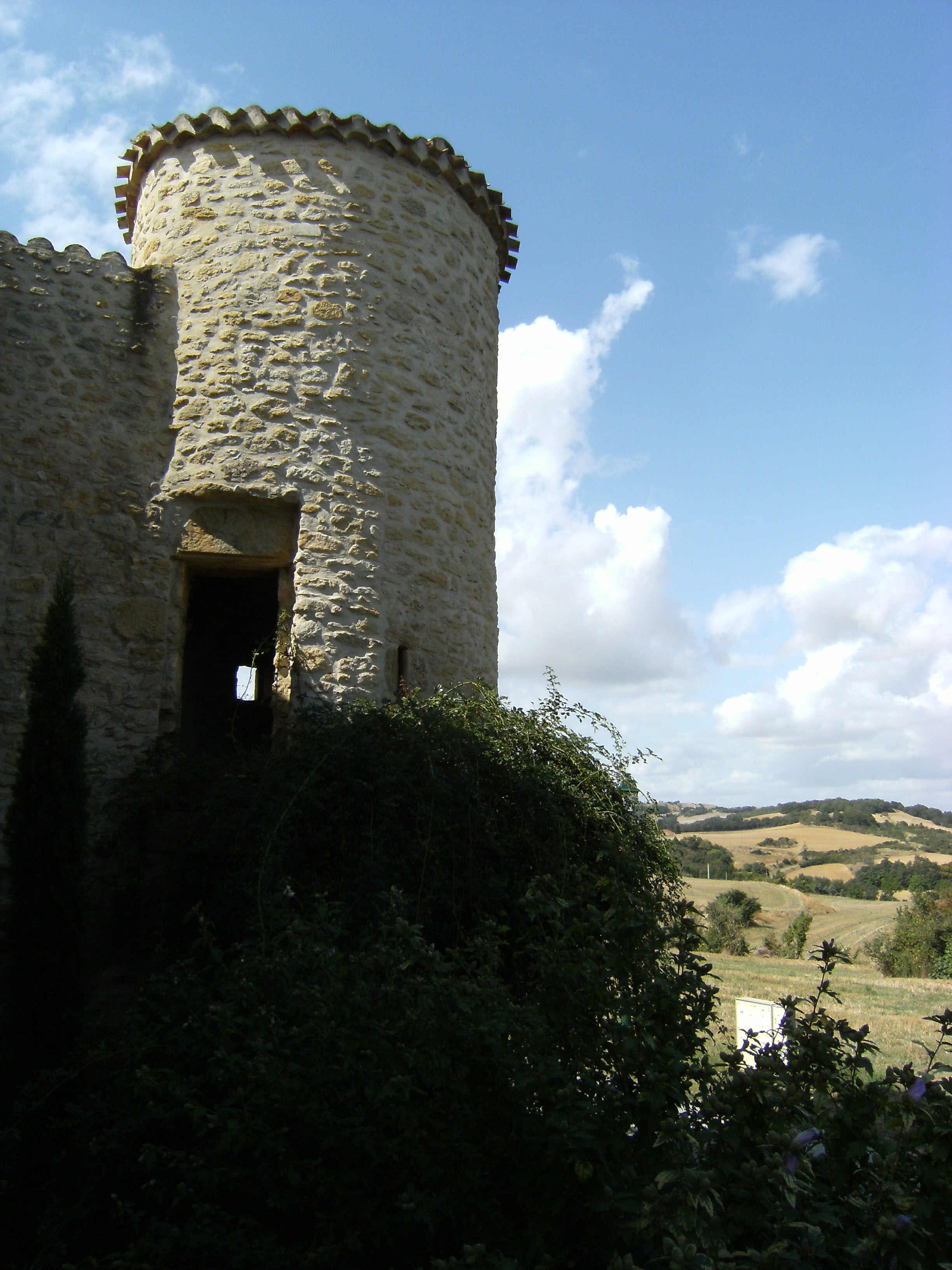
Башня

В 2007 году среди 39 человек в трудоспособном возрасте (15—64 лет) 26 были экономически активными, 13 — неактивными (показатель активности — 66,7 %, в 1999 году было 64,7 %). Из 26 активных работали 21 человек (10 мужчин и 11 женщин), безработных было 5 (3 мужчин и 2 женщины). Среди 13 неактивных 5 человек были учениками или студентами, 4 — пенсионерами, 4 были неактивными по другим причинам.